# Chikkathirupathy, Malur
Chikkathirupathy là một làng thuộc tehsil Malur, huyện Kolar, bang Karnataka, Ấn Độ.